# Erster Mysore-Krieg
Der Erste Mysore-Krieg war Teil der Mysore-Kriege zwischen der britischen Ostindien-Kompanie und dem Königreich Mysore von 1767 bis 1769 im heutigen Indien.

## Vorgeschichte
Das 18. Jahrhundert war auf dem indischen Subkontinent eine Zeit großer Umwälzungen. Zu Beginn des Jahrhunderts wurde der größte Teil dieses Gebietes von den Mogulkaisern regiert. Nach dem Tod von Kaiser Aurangzeb, zerfiel das Kaiserreich in kleine, von Vizekönigen und lokalen Machthabern regierte Teile. In den vierziger und fünfziger Jahren des Jahrhunderts, engagierten sich die britischen und französischen Handelskompanien immer mehr in den lokalen Konflikten. Den Briten gelang es, sich im Zuge des Dritten Karnatischen Krieges, in Bombay, Madras und Kalkutta festzusetzen. Dennoch konnten sie den Einfluss der anderen Kolonialmächte auf die Region nicht vollständig unterdrücken. Die östlichen Gebiete um Madras wurden stark von den Verträgen mit dem Nawab von Arcot beeinflusst, dessen Territorien das Gebiet von Madras völlig umschlossen. Die anderen Großmächte im Osten waren der Nizam von Hyderabad, ein ehemaliger Vizekönig des Mogulreiches, der sich in den zwanziger Jahren des Jahrhunderts für unabhängig erklärt hatte, und das Königreich vom Mysore, das die westlichen Hochebenen bis zur Küste beherrschte. Offiziell wurde Mysore von der hinduistischen Wodeyar-Dynastie regiert. In der Realität aber hatte Hyder Ali, ein muslimischer Feldherr, seit 1761 das Sagen. All diese Fraktionen konkurrierten miteinander und versuchten, die Unterstützung der britischen und französischen Handelskompanien zu gewinnen. Die Handelskompanien hingegen hatten das Ziel, Gebiete unter ihre Kontrolle zu bringen, wofür sie den lokalen Herrschern militärische und finanzielle Hilfe anboten. Die militärischen Taktiken der Europäer waren deutlich weiterentwickelt, als die der Inder, so dass schon eine kleine, gut ausgebildete, europäische Einheit viel stärkere, indische Einheiten ausschalten konnte. 

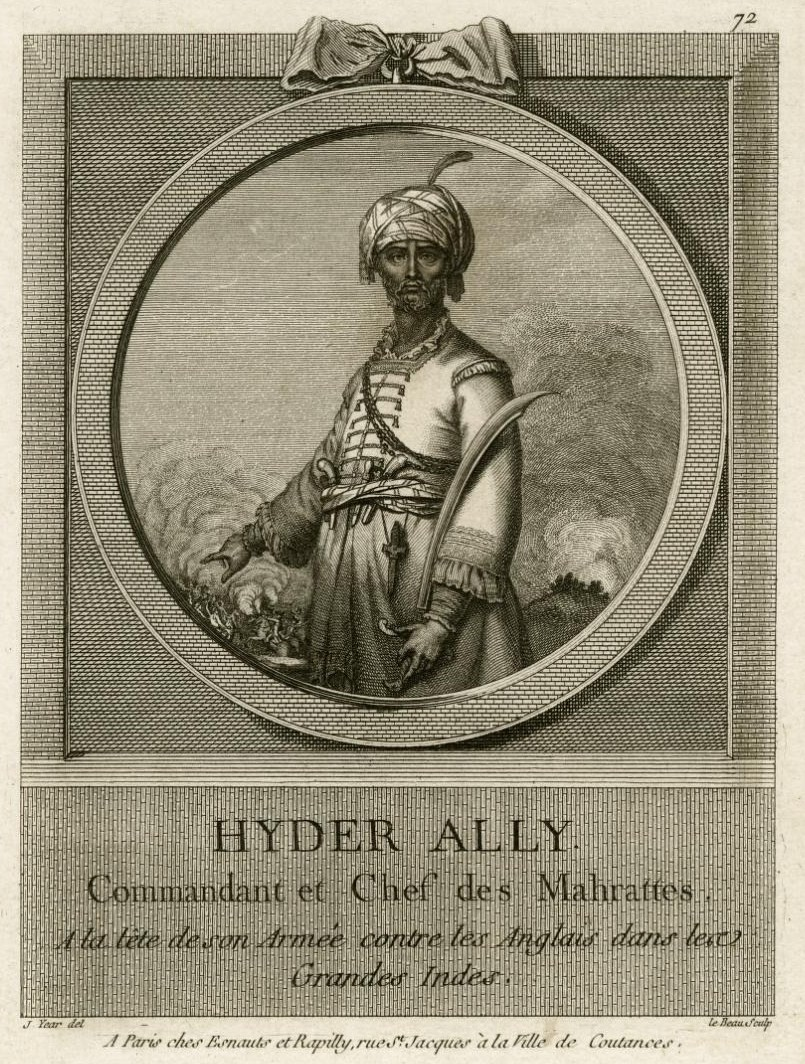
Hyder Ali 1762

Die britische Ostindien-Kompanie wollte eine Landverbindung, zwischen Madras und Bengalen etablieren. Dafür wurde ein Zugriff auf das nördliche Circars benötigt, ein Gebiet, das bis 1758 von den Franzosen gehalten worden war, nun aber dem Nizam von Hyderabad gehörte. Zu dieser Zeit war der Nizam mit den Marathen verbündet. Beide zeigten sich besorgt über die Expansionsbestrebungen des Hyder Ali von Mysore und planten eine Invasion auf das Gebiet des Nachbarn. 1766 begannen die Briten, sich das nördliche Circars anzueignen. Der Nizam widerrief die Handelsrechte der Briten in Madras und erklärte der Ostindien-Kompanie den Krieg. Allerdings ließ seine marode, finanzielle Lage kein militärisches Vorgehen zu. So konnte sich die Kompanie vier der fünf Provinzen von Circars aneignen. Man einigte sich nun darauf, dass die Briten auch Zugriff auf die fünfte Provinz bekommen sollten. Dafür zahlten sie dem Nizam einen hohen Betrag und stellten ihm militärische Unterstützung in Form von zwei Infanteriebataillonen zur Verfügung. Auch war vorgesehen, dass weitere Truppen im Bedarfsfall angefordert werden konnten.
Ende 1766 versuchte Hyder Ali ebenfalls, sich mit den Briten zu verbünden, was aber wegen der bestehenden Verträge mit Hyderabad zurückgewiesen wurde.

## Kriegsverlauf
Der Krieg begann im Januar 1767 durch eine Invasion der Marathen ins nördliche Mysore. Sie stießen bis zum Fluss Tungabhadra vor, bevor Hyder Ali um Waffenstillstand bitten konnte. Gegen die Zahlung einer großen Summe zogen sie sich hinter den Fluss Kistna zurück. Zeitgleich drang nun aber eine Armee des Nizam nach Mysore vor. Dank der Unterstützung der zwei britischen Einheiten unter Colonel Joseph Smith war diese Invasion erst einmal ausgesprochen erfolgreich.

Im Mai 1767 wurde den Briten zugetragen, dass Friedensverhandlungen zwischen Mysore und Hyderabad im Gange seien. Colonel Smith zog seine Truppen sofort zurück. Hyder Ali und der Nizam von Hyderabad verbündeten sich nun gegen die Briten und griffen gemeinsam den Kompanieaußenposten in Changama an. Hyder konnte in der Folge Kaveripattinam erobern, aber am 26. September 1767 kam es zur Schlacht bei Tiruvannamalai, bei der er wieder zurückgeworfen wurde. Die bevorstehende Regenzeit trieb Hyder zur Eile an. Er überrannte einige weiter Außenposten und belagerte im November Ambur, bis im Dezember britische Verstärkungen eintrafen und die Belagerung aufgehoben werden musste.

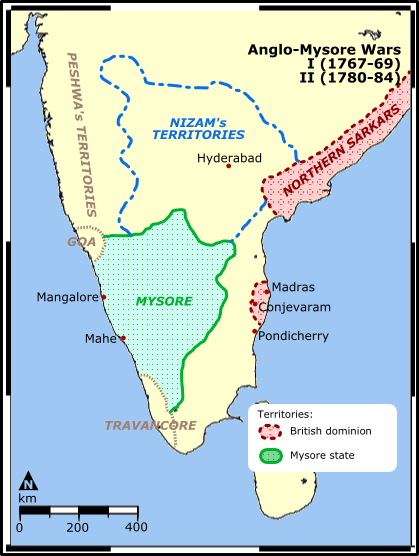
Ausgangslage 1767

Hyder Ali zog sich nach Norden zurück. Dabei lief ein ganzes Korps europäischer Söldnerkavallerie zu den Briten über, die ihrerseits im Geheimen wieder mit dem Nizam verhandelten, um dessen Allianz mit Mysore zu beenden. Hyder bot den Briten 1768 Friedensverhandlungen an, was diese zurückwiesen. In der Folge stießen die Briten an die Malabarküste vor. Es kam zu einigen Scharmützeln und erfolglosen Versuchen, den Konflikt diplomatisch zu lösen. Beide Seiten konnte kleinere Erfolge für sich verbuchen, zu entscheidenden Siegen kam es allerdings nicht, wobei es den Briten dennoch gelang, langsam vorzudringen. Im November 1768 konnte Hyder Ali mit einer Truppe von 6000 Kavalleristen und einigen Infanteristen die Briten umgehen und überraschend vor den Toren von Madras auftauchen. Da Madras fast unverteidigt war, ersuchte die Kompanie sofort um Verhandlungen. Hyder forderte ein Bündnis gegen die Marathen. Die Ostindienkompanie bot einen Verteidigungspakt an, der am 29. März 1769 in Madras unterzeichnet wurde. Damit war er faktisch Sieger in diesem Konflikt.

## Nachwirkungen
Hyder Ali konnte aufgrund des Vertrages von Madras 1770 die Marathen angreifen, ohne eine britische Einmischung befürchten zu müssen. Ganz im Gegenteil forderte er britische Unterstützung an, als marathische Truppen auf das Territorium von Mysore vordrangen. Die Briten waren gezwungen, ihn zu unterstützen, was zum Ersten Marathenkrieg führte und Mysore einige Gebietsgewinne im Norden brachte. Dieser Konflikt dauerte bis 1779 an, als die Marathen, Mysore und der Nizam von Hyderabad wiederum eine Allianz gegen die Briten schlossen, was zum Zweiten Mysore-Krieg führte.
Im Verlauf dieses Konflikts zeigte sich, dass keine Seite als verlässlicher Partner anzusehen war und jede der indischen Konfliktparteien bereit war, für einen kurzfristigen Vorteil sofort die Seiten zu wechseln. Dieses Verhalten wusste die Ostindien-Kompanie in späteren Jahren geschickt auszunutzen.